# 2 Ciężka Brygada Saperów
2 Ciężka Brygada Saperów – związek taktyczny wojsk inżynieryjno-saperskich ludowego Wojska Polskiego.

## Zarys historii
Sformowana w maju 1951 w Kazuniu na bazie 2 Pułku Saperów jako jednostka znajdująca się na wypadek wojny w odwodzie Naczelnego Dowództwa WP. Brygada powstała w ramach realizacji Planu zamierzeń organizacyjnych WP na lata 1951-1952, będącego planem przyśpieszonej rozbudowy wojska w związku z zaostrzeniem sytuacji międzynarodowej po wybuchu wojny koreańskiej. W 1955, po utworzeniu Układu Warszawskiego, brygada na wypadek wojny znajdowała się w dyspozycji dowódcy Frontu Polskiego jako brygada frontowa. W 1972 r. 2 Ciężką Brygadę Saperów przeformowano w 2 Brygadę Saperów zachowując jej charakter brygady frontowej.

## Struktura organizacyjna (1952)
Dowództwo i sztab
- dwa bataliony saperów - w każdym trzy kompanie saperów
- specjalny batalion saperów - dwie kompanie saperów i kompania czołgów specjalnych (z trałami przeciwminowymi)
- batalion szkolny
- kompania techniczna
- kompania minowania
- kompania rozpoznawcza
- park przepraw
- plutony: łączności, samochodowy, transportowy i gospodarczy

### Stan etatowy
żołnierzy – 1222 (oficerów – 117, podoficerów – 283, szeregowych – 822), pracowników cywilnych - 35

### Sprzęt
- park przeprawowy TMP – 1
- kuter BMK – 6
- półślizgowiec NKŁ – 3
- kafar składany RMK – 2
- czołg z trałem – 10
- koparka uniwersalna – 1
- samochody – 103